# Grant Bramwell
Grant Digby Bramwell (ur. 28 lutego 1961 w Gisborne) – nowozelandzki kajakarz, złoty medalista olimpijski z Los Angeles.
Złoto wywalczył w kajakowej czwórce na dystansie 1000 metrów. Brał udział w IO 88. Na mistrzostwach świata zdobył jeden brązowy medal, członkiem reprezentacji Nowej Zelandii był w latach 1983–1988. W latach 90. pracował z kadrą.